# Castanyoleta
La tuta, també anomenada forcadella, castanyoleta, l’estudiant, el moret, el soldat o la somera entre altres noms (Chromis chromis) és una espècie de peix de la família dels pomacèntrids i de l'ordre dels perciformes, es un peix que van en banc de molts exemplars i poden habitar des dels 0 metres de fondària fins als 50-60 però els bancs més grans solen estar entre els 30-35 m de profunditat i és un bon aliment per molts de depredadors.

## Morfologia

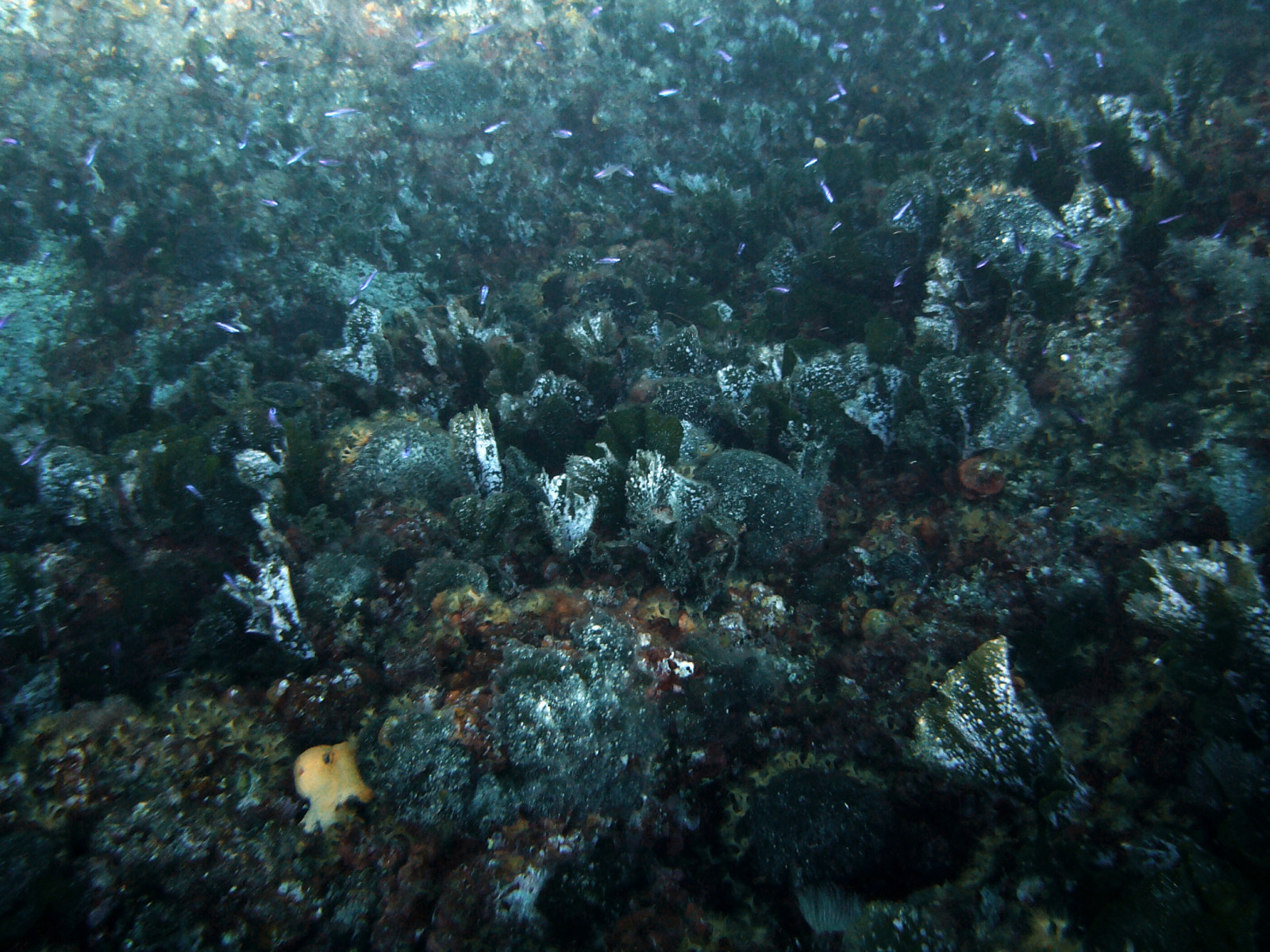
Alevins de castanyoleta fotografiats a Croàcia.

Els mascles poden assolir els 15 cm de longitud total, tenen el cos ovalat alt i comprimit lateralment, son de color marró i/o negre amb el ventre més clar i quan son alevins son de color blau brillant,Té 5-6 bandes longitudinals fosques, tenen la cua amb escotadura, els lòbuls llarg i les aletes pectorals grosses.

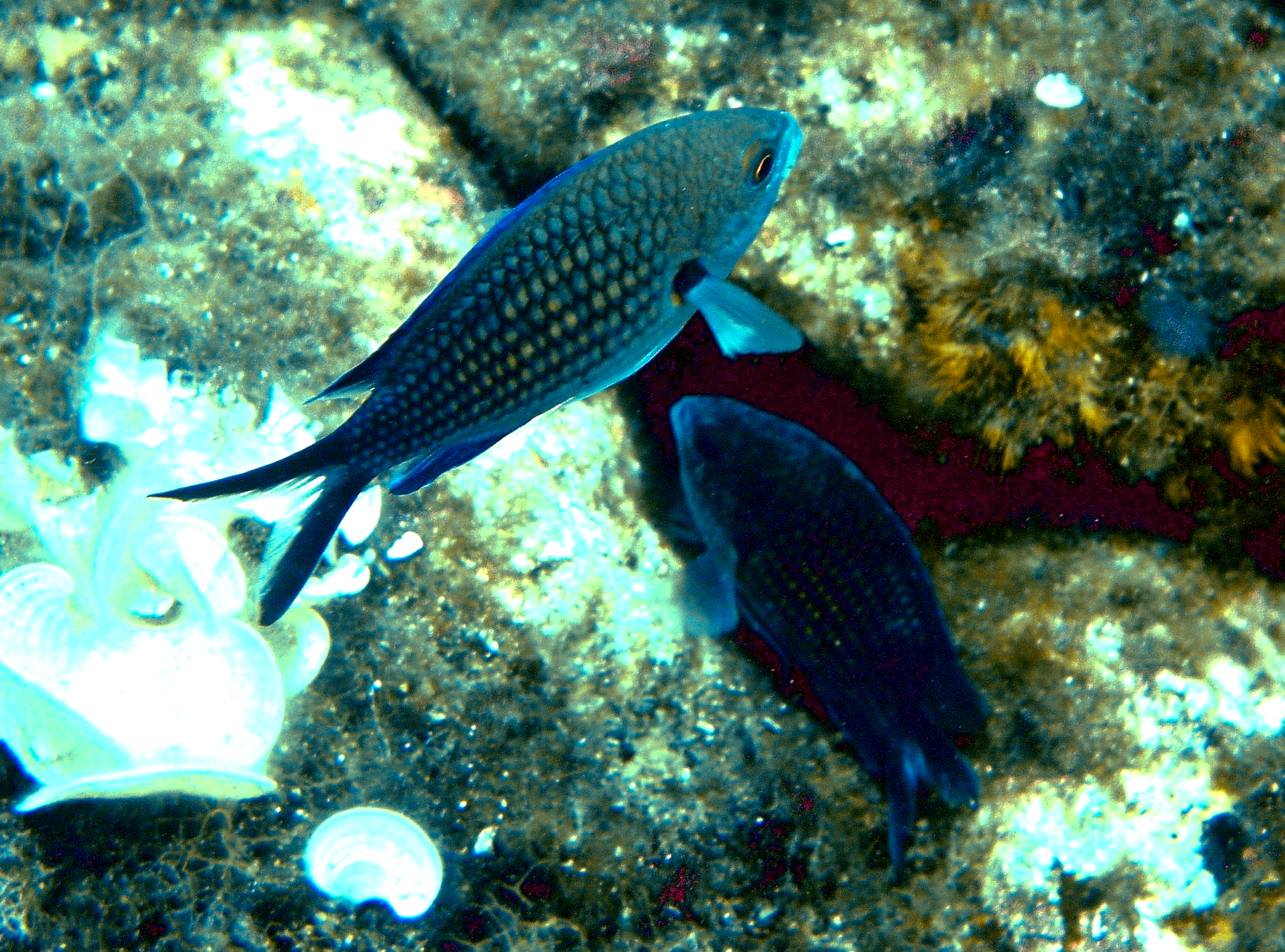
Chromis chromis

Les pelvianes tenen el segon radi bastant llarg, L'anal té dos radis espinosos, té només una sola dorsal, Els radis durs són més baixos que els blans, La porció d'aleta de radis durs és més llarga que la de radis blans, té la boca molt petita, el preopercle és dentat.[3]

## Ecologia
Es troba a l'Atlàntic oriental (des de Portugal fins al golf de Guinea, São Tomé i Angola, incloent-hi Açores, Canàries, Cap Verd i Annobon) i a la Mediterrània.
És una espècie gregària que pot formar moles molt nombroses que resten durant molt de temps a la mateixa zona. Apareix en zones rocalloses i a praderies fins a una fondària de devers 30-35 m on se substitueix per la somera vermella (Anthias anthias). És freqüent a l'ombra de les parets dels penya-segats, veu els depredadors que s'acosten a la paret i ells no són vists. Mengen plàncton i petits anèl·lids i crustacis. La seva presència al voltant d'una cova pot indicar la presència d'anfossos o altres peixos.
La reproducció té lloc entre els mesos de juny i juliol, i hi ha delimitació de territoris. Els mascles atreuen les femelles amb moviments del cos i de la caudal. La fecundació és externa i ponen els ous en nius a parets verticals dels penya-segats. Els primers dies la femella i el mascle tenen cura de la posta, però la femella els abandona a l'encàrrec del mascle.